# Бутна кост
Бутна кост једина је од костију у бутини (пределу доњег екстремитета између кука и колена), која има важну улогу у томе како стојимо крећемо се и одржавамо равнотежу тела. Она такоже подржава многе важне мишиће, тетиве, лигаменте и делове  циркулаторног система.
Код људи бутна кост је највећа најдужа и најјача кост у телу, а код многих четвороножних животиња бутна кост је горња кост задње ноге. Врх бутне кости се спаја са карлицом у зглобу кука, а доњи крај бутне кости се повезује са потколеницом и чашицом колена да би формирао колено.  Глава бутне кости формира зглоб са куком, који се држи на месту лигаментом унутар зглоба и снажним околним лигаментима. Код људи врат бутне кости повезује осовину и главу под углом од 125°, што је ефикасно за ходање. Избочење бутне кости на спољашњем врху бутине обезбеђује причвршћивање мишића. Два велика избочења, или кондила, са обе стране доњег краја бутне кости формирају горњу половину коленског зглоба, који је доле употпуњен тибијом (голеница) и пателом (чашицом). Унутрашњост бутне кости показује развојне лукове кости зване трабекуле који су ефикасно распоређени да преносе притисак и одолевају стресу, што омогућава људској бутној кости да се одупру силама компресије од 800 до 1.100 кг (или и до 30 пута већој тежини од човековог тела).

## Ембриологија и раст
Бутна кост почиње да се развија између 5. и 6. недеље гестације путем ендохондралне осификације (током које се кост формира из основе на бази хрскавице). 
Док се неколико центара окоштавања (тачке развоја костију) појављују током интраутериног живота, кост наставља да се развија кроз детињство и рану адолесценцију,  тако да се осификација бутне кости завршава између 14. и 18. године живота.

## Анатомија
Бутна кост је највећа и најдужа parna кост у човековом телу, која се налази у пределу бутине. Пружа се од зглоба кука косо наниже и пут унутра до коленог зглоба. 
На кости бута се припаја велики број мишића и лигамената што је директно повезано са њеном улогом u преношења тежине тела са зглоба кука на потколеницу приликом усправљања, одржавања усправног става и током кретања. 
Положај горњих окрајака је у великој мери условљен ширином карлице. 

### Делови бутне кости
На бутној кости се виде следећи делови: 

#### Горњи окрајак
Горњи окрајак (лат. extremitas superior)  граде: 
Глава бутне кости (лат. caput femoris),  грубо сферична структура која се налази супермедијално и излази пут напред из врата бутне кости (који је дуг 4-5 цм и пречника који је најмањи напред и назад и сабијен на средини.) и спаја се са ацетабулумом карличне кости, чинећи две трећине сфере. Има мали жлеб, или фовеу, која је повезана преко округлог лигамента са странама ацетабуларног зареза. Глава бутне кости је повезана са осовином кроз врат бутне кости. 
Врат бутне кости (лат. collum femoris), се пружа косо, наниже и упоље од карлице ка телу бутне кости. Врат са телом формира туп угао који просечно износи око 125° (120-130°) и назива се колодијафизни угао (Q angle). Овај угао је углавном већи код мушкараца него код жена, а улога му је да олакша извођење покрета у зглобу кука. Може се поделити на три дела: 
- Спољашњи део (који је најближи великом трохантеру ) познат је као основа врата бутне кости или је основни вратни део који је најшири део врата бутне кости.
- Средњи део (који се такође назива средњи вратни део), најужи је део врата бутне кости.
- Унутрашњи део је поткапитални део, који је шири од средњег вратног дела, али уже од основног вратног дела.  Дуж предње и задње површине врата бутне кости постоје бројни отвори да би се кроз њих олакшало адекватно снабдевање крвљу.

#### Трохантери и интертрохантерна линија
Прелазна област између главе и врата бутне кости је прилично груба због везивања мишића и капсуле зглоба кука. Овде се налазе два трохантера, велики и мањи трохантер. Између трохантера је трохантерна јама, дубока депресија са задње стране ограничена интертрохантерним гребеном на медијалној површини већег трохантера. Два трохантера су спојена интертрохантерним гребеном на задњој страни и интертрохантерном линијом на предњој страни.  
Велики трохантер (лат. trochanter major), је наставак скоро кутијастог облика и најбочније је истакнут на бутној кости. Највиша тачка већег трохантера налази се више од колума и достиже средину зглоба кука. 
Мали трохантер (лат. trochanter minor) је конусни наставак најнижег дела врата бутне кости. 
Интертрохантерна линија и гребен који повезују са предње и задње стране окрајка (лат. linea intertrochanterica, crista intertrochanterica). Отприлике на споју горње трећине и доње две трећине на интертрохантерном гребену налази се квадратни туберкул. Величина туберкула варира и не налази се увек на интертрохантерном гребену и да такође суседна подручја могу бити део квадратног туберкула, као што је задња површина великог трохантера или врат бутне кости. 

#### Тело буте кости
Тело буте кости (лат. corpus femoris)  или осовина бутне кости, је велико, дебело и готово цилиндричног облика. Одозго је мало шира него у средини, најшира и донекле спљоштена одоздо према назад. Благо је лучно закривљена, тако да је напред конвексна, а позади конкавна, где је ојачана истакнутим уздужним гребеном, линеа аспера која се проксимално и дистално разилази као медијални и бочни гребен. Проксимално бочни гребен линеа аспера постаје глутеални туберозитет, док се медијални гребен наставља као пектинална линија. Осим линеа аспера, осовина има још два бода; бочна и медијална граница. Ове три ивице раздвајају осовину на три површине: једну предњу, једну медијалну и једну бочну. Због велике мускулатуре бутине осовина се не може палпирати.   
Трећи трохантер је коштана пројекција која се повремено налази на проксималној бутној кости близу горње границе глутеалне туберозе. Када је присутан, дугуљаст је, заобљен или конусног облика и понекад се наставља са глутеалним гребеном.  Структура од мањег значаја код људи, инциденција трећег трохантера варира од 17–72% између етничких група и често се наводи да је чешћа код жена него код мушкараца. 

#### Доњи крај бутне кости
Не само да је доњи крај бутне кост најшири део кости, већ је он и у интеракцији са проксималном голењача (лат. tibia)  и са чашицом. Доњи крај бутне кости чине унутрашњи и спољашњи кондили  (лат. condylus lateralis et medialis), интеркондиларна јама и чашична површина. 
Иако је унутрашњи (медијални) кондил мањи од латералног кондила, лакше је опипљив. То такође објашњава карактеристично испупчење на коленима према унутра. Повезан је са малом конусном избочином, која обезбеђује тачку везивања за велики, моћни медијални мишић бутине који помера бутину медијално. Унутрашњи епикондил се налази испод и испред адукторског туберкула. Такође обезбеђује везивање за тетиву великог аддуктора, као и за колатерални лигамент тибије (потпорна структура која повезује тибију са бутном кости). Тетиве мишића сарторијуса и грацилиса такође прелазе (али немају причвршћивање) на унутрањњи кондил бутне кости.
Спољашњи (латерални) кондил је већи и истакнутији од унутрашњег кондила. Као и унутрашњи и спољашњи кондил  је повезан са бочним епикондилом, који функционише као тачка везивања за бочни колатерални лигамент. Спољашњи кондил такође има плитки жлеб испод латералног епикондила кроз који путује поплитеална тетива. Познат је као жлеб за поплитеус. Постоје три мишића која настају из задњег аспекта бочног бутног кондила. То су (од кранијалног до каудалног дела) мишић плантарис, латерална глава гастрокнемијуса и поплитеусни мишић. Колатерални лигамент лишњаче (потпорна структура која причвршћује лишњачуу за бутну кост) такође има уметак на бочном кондилу. Лежи дубоко у илиотибијалном тракту  (влакнасти наставак затезача фасције лате ), који се такође умеће на спољашњи бутни кондил.  
Док су медијални и латерални феморални кондили повезани напред, каудално су одвојени интеркондиларном јамом . Овај жлеб је спреда ограничен пателарном површином, а позади интеркондиларном линијом. То је грубо подручје са бројним васкуларним отворима за смештај попречних крвних судова. Док се фоса налази унутар зглобне капсуле, већина се налази изван синовијалне мембране. Медијални зид јаме формира латерална површина медијалног кондила, док бочни зид формира медијална површина латералног кондила. Оба зида имају удубљења која прихватају причвршћивање укрштеног лигамента који настаје са супротне стране тибијалног платоа . Другим речима, латерална површина медијалног кондила (медијални зид интеркондиларне јаме) служи као тачка везивања за задњи укрштени лигамент ; док медијална површина бочног кондила (бочни зид интеркондиларне јаме) има удубљење за предњи укрштени лигамент . Ова глатка удубљења су једине области унутар интеркондиларне јаме које су лишене васкуларних отвора. 
На предњој површини дисталног дела бутне кости, према предњем врху интеркондиларне јаме налази се подручје познато као пателарна површина или трохлеарни жлеб . Проксимални део јаме је косо оријентисан због тога што благо одступа према бочном кондилу. Главна функција жлеба је стабилизација чашице током кретања.  

## Функција
Бутна кост има неколико важних функција које су:
- Ношење тежине тела када стојимо и крећемо се.
- Стабилизација тела током кретања.
- Повезивање мишића, тетива и лигамената у куковима и коленима са остатком тела.

### Припоји мишића
| Мишић                                | Улога     | Веза                                                                          |
| Musculus iliacus                     | Припој    | Mali trohanter                                                                |
| Musculus psoas major                 | Припој    | Mali trohanter                                                                |
| Musculus gluteus maximus             | Припој    | Glutealna kvrga                                                               |
| Musculus gluteus medius              | Припој    | Bočna površina velikog trohantera                                             |
| Musculus gluteus minimus             | Припој    | Prednji kraj velikog trohantera                                               |
| Musculus piriformis                  | Припој    | Gornja granica velikog trohantera                                             |
| Musculus gemellus superior           | Припој    | Gornji rub tetive musculus obturator internus (indirektno velikog trohantera) |
| Musculus obturator internus          | Припој    | Medijalna površina velikog trohantera                                         |
| Musculus gemellus inferior           | Припој    | Donji rub tetive musculus obturator internus (indirektno velikog trohantera)  |
| Musculus quadratus femoris           | Припој    | Međutrohanterski greben                                                       |
| Musculus obturator externus          | Припој    | Trohanterska jama                                                             |
| Musculus pectineus                   | Припој    | Pektineusna linija femura                                                     |
| Musculus adductor longus             | Припој    | Medijalni grebe linea aspera                                                  |
| Musculus adductor brevis             | Припој    | Medijalni greben linea aspera                                                 |
| Musculus adductor magnus             | Припој    | Medijalni greben linea aspera i adduktorska kvržica femura                    |
| Musculus vastus lateralis            | Полазиште | Veliki trohanter i bočni greben linea aspera                                  |
| Musculus vastus intermedius          | Полазиште | Prednja i bočna površina bedrene kosti                                        |
| Musculus vastus medialis             | Полазиште | Distalni dio međutrohanterske linije i medijalnog grebena linea aspera        |
| Кратка глава musculus biceps femoris | Полазиште | Bočni greben linea aspera                                                     |
| Musculus popliteus                   | Полазиште | Donji bočni epikondil femura                                                  |
| Musculus gastrocnemius               | Полазиште | Iza adduktorske kvržice, preko bočnog epikondila i poplitealne ovojnice       |
| Musculus plantaris                   | Полазиште | Preko bočnog epikondila                                                       |

## Стања и поремећаји бутне кости
Уобичајена стања и поремећаји који утичу на бутну кост су преломи, остеопороза и синдром пателофеморалног бола.

### Преломи бутне кости
Прелом бутне кости је механичком силом изазвана повреда кости, као последица саобраћајних несрећа, падова или других траума. 
Симптоми прелома укључују:
- бол.

- оток натколенице

- немогућност померања ноге

- модрице или промену боје коже,.

- појава деформитет или кврга

### Остеопороза
Остеопороза слаби кости, чинећи их подложнијим изненадним и неочекиваним преломима. Све док остеопоразо на доведе до прелома бутне кости многе особе не знају да имају остеопорозу бутне кости, јер је она  обично нема очигледних симптома.
Жене и одрасли старији од 50 година имају повећан ризик од развоја остеопорозе.  

### Синдром пателофеморалног бола
Синдром пателофеморалног бола (СПФБ) је врста бола локализованог испод чашице колена.. Понекад носи назив тркачко или скакачко колено. Може бити узрокована прекомерном употребом колена Симптоми СПФБ укључују:
- бол при савијању колена, укључујући чучањ или пењање уз степенице.

- бол након седења са савијеним коленима.

- појава звукови пуцкетања или шкрипања у колену када се устане или током пењења степеницама.

- бол који се повећава са променама  уобичајене површине за игру, спортске опреме или интензитета активности.